# Шишатовачки апостол
Шишатовачки апостол је средњовековна рукописна књига на пергаменту. Представља преписе делова Дела апостолских са богослужбене потребе.
На захтев архиепископа Никодима, рукопис је израдио јеромонах Дамјан 1324. године, у граду Ждрелу код Пећи. Писан је српском редакцијом старословенског језика. Садржи читања за све дане од Ускрса до краја Велике недеље, читања у месецослову и неколико пригодних читања. Након текста апостола, наведени су прокимени и алелује са стиховима у осмонедељном циклусу од пете до осме недеље и кратка упутства о општим службама. На последљем листу налази се Дамјанов колофон.
Међу књигама манастира Шишатовац, апостол се први пут помиње 1753. године. 1772. године рукопис је однет у Беч, где се проучавао заједно са осталим списима фрушкогорских манастира. Рукопис се враћа манастиру тек 1819. године на захтев Вука Караџића.
Током Другог светског рата и немачке окупације манастир Шишатовац је разоренм а апостол заједно са већим делом рукописа пребачен у Загреб. Након завршетка рата 1946. године кодекс је враћен и смештен у Библиотеку српске Патријаршије у Београду, где се и данас чува под бројем 322.